# Lasconotus linearis
Lasconotus linearis är en skalbaggsart som beskrevs av George Robert Crotch 1874. Lasconotus linearis ingår i släktet Lasconotus och familjen barkbaggar. Inga underarter finns listade i Catalogue of Life.